# Kleinenzenried
Kleinenzenried ist ein Ortsteil der Stadt Rötz im Landkreis Cham des Regierungsbezirks Oberpfalz im Freistaat Bayern.

## Geografie
Kleinenzenried liegt 500 Meter südwestlich der Staatsstraße 2151, 2 Kilometer südlich von Rötz. Kleinenzenried liegt an einem der Quellflüsse des Heinzelbachs, der nach Norden fließt und bei Gmünd in die Schwarzach mündet.

## Geschichte
Die Ortsnamenforschung kennzeichnet die auf -ried (auch: -reuth, -rieth) endenden Ortsnamen ebenso wie die auf -grün endenden als Ortsnamen der Rodungszeit im 13. und 14. Jahrhundert.
Kleinenzenried (auch: Eizlersried) wurde 1630 erstmals erwähnt. Es hatte 4 Höfe, 2 Gütl, 1 Feldknecht zur Hofmark Stamsried gehörig. 1792 gehörten in Kleinenzenried 6 Anwesen zur Hofmark Stamsried und es gab ein Gemeinde-Hirtenhaus.
1808 wurde die Verordnung über das allgemeine Steuerprovisorium erlassen. Mit ihr wurde das Steuerwesen in Bayern neu geordnet und es wurden Steuerdistrikte gebildet. Dabei kam Kleinenzenried zum Steuerdistrikt Bernried. Der Steuerdistrikt Bernried bestand aus den Dörfern Bernried, Kleinenzenried, Marketsried und Schatzendorf.
1820 wurden im Landgericht Waldmünchen Ruralgemeinden gebildet. Dabei kam Kleinenzenried zur Ruralgemeinde Bernried. Zur Ruralgemeinde Bernried gehörten die Dörfer Bernried mit 35 Familien, Kleinenzenried mit 7 Familien und Marketsried mit 14 Familien. 1836 wurde die Gemeinde Schatzendorf mit der Einöde Steinmühle nach Bernried eingemeindet.
1972 wurde die Gemeinde Bernried und damit auch Kleinenzenried nach Rötz eingegliedert.
Kleinenzenried gehörte zunächst zur Pfarrei Neukirchen-Balbini und wurde 1808 in die Pfarrei Rötz umgepfarrt. 1997 hatte Kleinenzenried 40 Katholiken.

## Einwohnerentwicklung ab 1820
| Jahr | Einwohner  | Gebäude |
| ---- | ---------- | ------- |
| 1820 | 7 Familien | k. A.   |
| 1838 | 48         | 7       |
| 1861 | 43         | 18      |
| 1871 | 46         | 26      |
| 1885 | 45         | 7       |
| 1900 | 41         | 7       |
| 1913 | 39         | 7       |

| Jahr | Einwohner | Gebäude |
| ---- | --------- | ------- |
| 1925 | 32        | 6       |
| 1950 | 38        | 8       |
| 1961 | 40        | 9       |
| 1970 | 41        | k. A.   |
| 1987 | 42        | 10      |
| 2011 | 26        | k. A.   |

## Tourismus
Durch Kleinenzenried führen der Mountainbikeweg MTB-Tour 8, der 660 Kilometer lange Goldsteig, der Burgenweg und, westlich der Ortschaft, ein Verbindungsweg für die europäischen Fernwanderwege E6 und E8.